# ميرتازابين
ميرتازابين Mirtazapine ، الذي يباع تحت الاسم التجاري Remeron من بين أسماء أخرى، هو مضاد للاكتئاب من فئة مضادات الاكتئاب غير النمطية المستخدمة في المقام الأول لعلاج الاكتئاب.  قد يستغرق تأثيره الكامل أكثر من أربعة أسابيع، مع بعض الفوائد ربما في وقت مبكر من أسبوع إلى أسبوعين. غالبًا ما يتم استخدامه في حالات الاكتئاب المعقدة بسبب القلق أو صعوبة النوم. يؤخذ عن طريق الفم.
تشمل الآثار الجانبية الشائعة: زيادة الوزن، النعاس، الدوخة. وقد تشمل الآثار الجانبية الخطيرة: الهوس، انخفاض عدد خلايا الدم البيضاء، زيادة معدلات الانتحار بين الأطفال.
قد تحدث أعراض الانسحاب مع التوقف. لا ينصح به مع مثبط أكسيداز أحادي الأمين MAO . من غير الواضح ما إذا كان الاستخدام أثناء الحمل آمنًا. من غير الواضح كيف يعمل هذا العقار، لكنه قد ينطوي على منع بعض مستقبلات الأدرينالية والسيروتونين. كيميائيا، هو مضاد للاكتئاب رباعي الحلقات (تيكا TeCA). كما أن لها تأثيرات قوية مضادة للهيستامين.
دخل ميرتازابين حيز الاستخدام الطبي في الولايات المتحدة في عام 1996. انتهت صلاحية براءة الاختراع في عام 2004، وتتوفر إصدارات عامة مكافئة دوائيا. في عام 2017، احتل هذا الدواء المرتبة 119 من حيث الأدوية الأكثر شيوعًا في الولايات المتحدة، مع أكثر من ستة ملايين وصفة طبية.

## الاستخدامات الطبية

### الاكتئاب
يستخدم ميرتازابين في المقام الأول لاضطراب الاكتئاب الشديد واضطرابات المزاج الأخرى. تظهر بداية التأثير أسرع من بعض أدوية مثبطات امتصاص السيروتونين الانتقائية (SSRI) ومماثلة للأدوية مضادات الاكتئاب ثلاثية الحلقات.
في عام 2010، أوصى المعهد الوطني للصحة وجودة الرعاية NICE بالأدوية مثبطات استرداد السيروتونين الانتقائية SSRIs العامة كخيارات الخط الأول، لأنها «فعالة بنفس القدر مثل مضادات الاكتئاب الأخرى ولديها نسبة مخاطر-فائدة مواتية.»  فيما يتعلق بميرتازابين، وجدت: «لا يوجد فرق بين ميرتازابين ومضادات الاكتئاب الأخرى في أي مقياس للفعالية، على الرغم من أنه من حيث تحقيق الهوادة remission يبدو أن ميرتازابين يتمتع بميزة إحصائية وإن لم تكن سريرية. بالإضافة إلى ذلك، يتمتع ميرتازابين بميزة إحصائية على مثبطات امتصاص السيروتونين الانتقائية من حيث الحد من أعراض الاكتئاب، ولكن الفرق ليس مهمًا من الناحية السريرية. ومع ذلك، هناك أدلة قوية على أن المرضى الذين يتناولون ميرتازابين هم أقل عرضة لترك العلاج مبكرا لما لها من آثار جانبية، على الرغم من أن هذا ليس هو الحال بالنسبة للمرضى الذين قاموا بالإبلاغ عن الآثار الجانبية أو ترك العلاج المبكر لأي سبب من الأسباب».
وجدت مراجعة مؤسسة كوكرين في عام 2011 التي قارنت ميرتازابين بمضادات الاكتئاب الأخرى أنه على الرغم من أنه يبدو أن له بداية أسرع لدى الأشخاص الذين يعمل معهم (تقاس في أسبوعين)، فإن فعاليته هي نفسها تقريبًا مثل مضادات الاكتئاب الأخرى بعد ستة أسابيع من الاستخدام.
وجدت مراجعة عام 2012 التي ركزت على مضادات الاكتئاب والنوم أنه في العديد من الأشخاص الذين يعانون من اضطرابات النوم الناتجة عن الاكتئاب، أن ميرتازابين يقلل من الوقت الذي يستغرقه المريض للدخول في النوم ويزيد من جودة النوم، ولكن في بعض الأشخاص يمكن أن يزعج النوم، خاصة عند الجرعات العالية، مما يسبب متلازمة تململ الساق لدى 8 إلى 28٪ من الناس وفي حالات نادرة يسبب اضطراب سلوك نوم حركة العين السريعة.
وجد في تحليل بيانات أجري عام 2018 لـ 21 مضادًا للاكتئاب أنها متشابهة إلى حد ما بشكل عام. ووجد دليلًا مبدئيًا على وجود ميرتازابين في المجموعة الأكثر فاعلية ومتوسطة التحمل.
بعد أسبوع واحد من الاستخدام، وجد أن ميرتازابين له بداية مبكرة مقارنة بالأدوية مثبطات استرداد السيروتونين الانتقائية SSRIs.

### أدلة آخرى
هناك أيضًا بعض الأدلة التي تدعم استخدامه في علاج الحالات التالية، والتي يتم وصفها أحيانًا خارج الملصق:
- اضطراب القلق المعمم.[10][26] [27]
- اضطراب القلق الاجتماعي.[28]
- اضطراب الوسواس القهري. [28]
- اضطراب الهلع.[28]
- اضطراب ما بعد الصدمة.[28]
- قلة الشهية / نقص الوزن.[29][30][31]
- الأرق.[32][33]
- استفراغ وغثيان.[13][34][35]
- مثير للحكة.[36][37]
- الصداع والصداع النصفي.[34][38][39]

- اضطراب القلق العام.
- اضطراب القلق الاجتماعي.[28]
- اضطراب وسواسي قهري.[28]
- اضطراب الهلع.[28]
- اضطراب الكرب التالي للصدمة النفسية.[28]
- فقدان الشهية/نحافة.
- أرق.[32][33]
- غثيان وتقيؤ.[13][34][35]
- حكة.[36][37]
- صداع وصداع نصفي.[34][38][39]

- اضطراب القلق العام[10][26] [40]
- اضطراب القلق الاجتماعي[28]
- اضطراب وسواسي قهري[28]
- اضطراب الهلع[28]
- اضطراب الكرب التالي للصدمة النفسية[28]
- فقدان الشهية/نحافة[29][30][31]
- أرق[32][33]
- غثيان وتقيؤ[13][34][35]
- حكة[36][37]
- صداع وصداع نصفي[34][38][39]

## آثار جانبية
وجدت مراجعة مؤسسة كوكرين لعام 2011 أنه مقارنة بمضادات الاكتئاب الأخرى، فمن المرجح أن يسبب ميرتازابين زيادة الوزن والنعاس، ولكن من غير المرجح أن يسبب الرعاش بشكل أكبر مما تسببه مضادات الاكتئاب ثلاثية الحلقات، وأقل عرضة للتسبب في الغثيان والضعف الجنسي مما تسببه مثبطات استرداد السيروتونين الانتقائية. 
تشمل التأثيرات الضائرة الشائعة جدًا (نسبة حدوثها 10٪) الإمساك وجفاف الفم والنعاس وزيادة الشهية (17٪) وزيادة الوزن (> 7٪ مع زيادة تصل إلى <50٪ من الأطفال). 
تشمل الآثار الجانبية الشائعة (حدوث 1-10٪) الضعف، والارتباك، والدوخة، والتحزُّم، والوذمة المحيطية، ونتائج المختبر السلبية مثل ارتفاع الترانساميناسات، وارتفاع نسبة الدهون الثلاثية في الدم، وارتفاع الكوليسترول الكلي.
لا يعتبر ميرتازابين مسببا للتعرض لخطر العديد من الآثار الجانبية المرتبطة غالبًا بمضادات الاكتئاب الأخرى مثل مثبطات استرداد السيروتونين الانتقائية، وقد يؤدي في الواقع إلى تحسين بعض مضادات الاكتئاب عند تناوله معها. (وتشمل هذه الآثار السلبية انخفاض الشهية، وفقدان الوزن، والأرق، والغثيان والقيء، والإسهال، واحتباس البول، وزيادة درجة حرارة الجسم، والتعرق المفرط، واتساع حدقة العين، والضعف الجنسي)
بشكل عام، يمكن لبعض مضادات الاكتئاب، وخاصة مثبطات امتصاص السيروتونين الانتقائية (SSRI)، أن تؤدي إلى تفاقم الاكتئاب أو القلق لدى بعض الناس أو تسبب التفكير الانتحاري. وعلى الرغم من الإجراءات المسكنة لها، ويعتقد ميرتازابين أيضا أن تكون قادرة على هذا، حتى في الولايات المتحدة وبعض الدول الأخرى، فإن هذا الدواء يحمل ملصق الصندوق الاسود التحذيري والذي يسمي هذه الآثار المحتملة بشكل واضح، خاصة بالنسبة للأشخاص الذين تقل أعمارهم عن 25.
قد يسبب ميرتازابين ألم مفصلي.
أشار تقرير حالة نُشر في عام 2000 إلى حالة تعارض فيها عمل ميرتازابين مع عمل الكلونيدين، مما تسبب في ارتفاع خطير في ضغط الدم.

### متلازمة الانقطاع عن تناول ميرتازابين
قد يسبب ميرتازابين ومضادات الاكتئاب الأخرى متلازمة الانسحاب، وتسمى أيضًا متلازمة الانقطاع عن تناول مضادات الاكتئاب عند التوقف المفاجئ عن استخدام هذا الدواء. يوصى بالتخفيض التدريجي والبطيء للجرعة لتقليل أعراض متلازمة الانقطاع. قد تشمل آثار التوقف المفاجئ عن العلاج باستخدام ميرتازابين الاكتئاب، والقلق، وطنين الأذن، ونوبات الهلع، والدوار، والأرق، والتهيج، وانخفاض الشهية، والأرق، والإسهال، والغثيان، والقيء، وأعراض تشبه أعراض الأنفلونزا مثل الحساسية والحكة، والصداع، وهوس خفيف في بعض الأحيان. أو الهوس.

## جرعة مفرطة
يعتبر ميرتازابين آمنًا نسبيًا في حالة تناول جرعة زائدة، على الرغم من أنه يعتبر أكثر سمية بقليل في الجرعات الزائدة من معظم مثبطات استرداد السيروتونين الانتقائية (باستثناء سيتالوبرام citalopram). على عكس مضادات الاكتئاب ثلاثية الحلقات، لم يظهر ميرتازابين أي آثار ضارة على القلب والأوعية الدموية عند 7 إلى 22 ضعف الجرعة القصوى الموصى بها. وصفت تقارير الحالة عن جرعة زائدة تصل إلى 30 إلى 50 مرة من الجرعة القياسية الدواء بأنه غير سام نسبيًا، مقارنة بمضادات الاكتئاب ثلاثية الحلقات.
تم نسب اثني عشر حالة وفاة تم الإبلاغ عنها إلى جرعة زائدة من ميرتازابين. مؤشر السمية القاتلة (الوفيات لكل مليون وصفة طبية) لميرتازابين هو 3.1 (95٪ CI: 0.1 إلى 17.2). هذا مشابه لما لوحظ مع الأدوية مثبطات استرداد السيروتونين الانتقائية SSRIs.

## التداخلات الدوائية
يمكن أن يؤدي الاستخدام المتزامن في نفس الوقت مع مثبطات أو محرضات السيتوكروم (CYP) P450 إنزيمات متشابهة CYP1A2 وCYP2D6 و / أو CYP3A4 إلى تركيزات متغيرة من ميرتازابين لأن هذه هي الإنزيمات الرئيسية المسؤولة عن التمثيل الغذائي. على سبيل المثال، من المعروف أن فلوكستين وباروكستين، مثبطات هذه الإنزيمات، يزيدان بشكل طفيف من مستويات ميرتازابين، بينما يقلل كاربامازيبين، وهو محفز، منها بشكل كبير. تم الإبلاغ عن أن نقص وظيفة الكبد والداء الكلوي المزمن المعتدل الشدة ينقص من التصفية عن طريق الفم للميرتازابين بحوالي 30 ٪؛ في حين أن الداء الكلوي الشديد يقلل هذه التصفية بنسبة 50٪.
يعتبر استخدام ميرتازابين بالتشارك مع SSRI أو SNRI أو TCA كإستراتيجية تأزر يزيد الفعالية بشكل آمن نسبيًا وغالبًا ما يستخدم هذا الأمر علاجيًا، فمثلا المشاركة بين فينلافاكسين وميرتازابين، يشار إليه أحيانًا باسم «وقود صواريخ كاليفورنيا California rocket fuel». توثق عدة تقارير حالة متلازمة السيروتونين الناتجة عن مشاركة ميرتازابين مع أدوية أخرى (أولانزابين، كيتيابين، ترامادول وفينلافاكسين).
وفقا للمعلومات الواردة من الشركات المصنعة، لا ينبغي أن يبدأ ميرتازابين في غضون أسبوعين من استخدام أي مثبط أوكسيديز أحادي الأمين (MAOI) وبالمثل، لا ينبغي أن يتم البدء باستخدام مثبطات أكسيداز أحادي الأمين في غضون أسبوعين من التوقف عن تناول ميرتازابين. 
لا يبدو أن إضافة ميرتازابين إلى مثبط أوكسيديز أحادي الأمين (MAOI)، مع وجود تفاعلات نموذجية أو خاصة (فريدة للفرد) غير موصوفة هنا، تسبب متلازمة السيروتونين. هذا يتوافق مع حقيقة أن مستقبل 5-HT 2A هو مستقبل السيروتونين السائد الذي يُعتقد أنه متورط في الفيزيولوجيا المرضية لمتلازمة السيروتونين (مع مستقبل 5-HT 1A يبدو أنه وقائي). إن ميرتازابين هو مضاد قوي لمستقبلات 5-HT 2A، وسيبروهيبتادين، وهو دواء يشترك في هذه الخاصية، يتوسط الشفاء من متلازمة السيروتونين وهو ترياق ضدها.

## علم الأدوية

### الحرائك الدوائية
| ميرتازابين                                                                                         | ميرتازابين                       | ميرتازابين | ميرتازابين           |
| الأنزيم                                                                                            | ثابت التثبط Ki مقدرا بالنانو مول | النوع      | المراجع              |
| -------------------------------------------------------------------------------------------------- | -------------------------------- | ---------- | -------------------- |
| SERT                                                                                               | >10,000                          | Human      | [ 67 ] [ 68 ]        |
| NET                                                                                                | ≥4,600                           | Human      | [ 69 ] [ 67 ]        |
| DAT                                                                                                | >10,000                          | Human      | [ 67 ] [ 68 ]        |
| 5-HT1A                                                                                             | 3,330–5,010                      | Human      | [ 70 ] [ 68 ]        |
| 5-HT1B                                                                                             | 3,534–12,600                     | Human      | [ 70 ] [ 68 ]        |
| 5-HT1D                                                                                             | 794–5,010                        | Human      | [ 70 ] [ 68 ]        |
| 5-HT1E                                                                                             | 728                              | Human      | [ 68 ]               |
| 5-HT1F                                                                                             | 583                              | Human      | [ 68 ]               |
| 5-HT2A                                                                                             | 6.3–69                           | Human      | [ 70 ] [ 68 ]        |
| 5-HT2B                                                                                             | 200                              | Human      | [ 70 ]               |
| 5-HT2C                                                                                             | 8.9–39                           | Human      | [ 70 ] [ 68 ]        |
| 5-HT3                                                                                              | 8.1                              | Human      | [ 71 ]               |
| 5-HT4L                                                                                             | >10,000                          | Human      | [ 68 ]               |
| 5-HT5A                                                                                             | 670                              | Human      | [ 68 ]               |
| 5-HT6                                                                                              | ND                               | ND         | ND                   |
| 5-HT7                                                                                              | 265                              | Human      | [ 68 ]               |
| α1A                                                                                                | 1,815                            | Human      | [ 68 ]               |
| α2A                                                                                                | 20                               | Human      | [ 68 ]               |
| α2B                                                                                                | 88                               | Human      | [ 68 ]               |
| α2C                                                                                                | 18                               | Human      | [ 68 ]               |
| β                                                                                                  | >10,000                          | Human      | [ 68 ]               |
| D1                                                                                                 | 4,167                            | Rat        |                      |
| D2                                                                                                 | >5,454                           | Human      | [ 68 ]               |
| D3                                                                                                 | 5,723                            | Human      | [ 68 ]               |
| D4                                                                                                 | 2,518                            | Human      | [ 68 ]               |
| H1                                                                                                 | 0.14–1.6                         | Human      | [ 72 ] [ 70 ] [ 68 ] |
| H2                                                                                                 | >10,000                          | Rat        | [ 73 ] [ 72 ]        |
| H3                                                                                                 | 83,200                           | Human      | [ 72 ]               |
| H4                                                                                                 | >100,000                         | Human      | [ 72 ]               |
| mACh                                                                                               | 670                              | Human      | [ 70 ] [ 69 ]        |
| VGSC                                                                                               | 6,905                            | Rat        | [ 68 ]               |
| VDCC                                                                                               | >10,000                          | Rat        | [ 68 ]               |
| القيم هي ثابت التثبط Ki (مقدرا بالنانومول). كلما كانت القيمة أصغر، زادت قوة ارتباط الدواء بالموقع. |                                  |            |                      |

يوصف ميرتازابين أحيانًا بأنه مضاد للاكتئاب مقوي للفعالية الودية ومقوي للفعالية السيروتونينية (NaSSA)، على الرغم من أن الأدلة الفعلية التي تدعم هذا الوصف تعتبر ضعيفة. إن ميرتازابين هو بيبيرازين رباعي الحلقة - أزيبين etracyclic piperazine-azepine.
تعريفا إن الناهض ناهضة هو مادة كيميائية ترتبط بمستقبل وتنشط المستقبل لإنتاج استجابة بيولوجية. في المقابل، يعيق المضاد antagonist عمل الناهض، بينما يتسبب الناهض العكسي inverse agonist بعمل معاكس لعمل الناهض.
يمتلك ميرتازابين فعالية مضادات الهيستامين، وحاصرات ألفا 2 ، ومضاد للفعالية السيروتونينية. إنه على وجه التحديد مضاد قوي antagonist أو ناهض عكسي inverse agonist للمستقبلات الودية α 2A - وα 2B - وα 2C- ومستقبلات السيروتونين 5-HT 2A و5-HT 2C ومستقبلات الهيستامين H1. على عكس العديد من مضادات الاكتئاب الأخرى، فإنه لا يثبط إعادة امتصاص السيروتونين أو النوربينفرين أو الدوبامين، كما أنه لا يثبط الأوكسيديز أحادي الأمين. وبالمثل، فإن ميرتازابين له نشاط ضعيف أو ليس له نشاط كمضاد للكولين أو حاصر لقنوات الصوديوم أو الكالسيوم، على عكس معظم مضادات الاكتئاب ثلاثية الحلقات. وفقًا لذلك، يتمتع بقدرة تحمل أفضل وسمية منخفضة في الجرعة الزائدة. بصفته مضادًا لمستقبلات H1 ، فإن ميرتازابين قوي للغاية، وهو في الواقع الأقوى بين جميع TCAs و TeCAs. إن التأثير المضاد للميرتازيبين Antagonism ضد مستقبلات H1 هي أقوى بكثير من الفعالية الأقوى للميرتازابين the strongest activity، عندما يعمل الدواء كمضاد نوعي لمستقبلات H1 الهيستامينية وذلك في التراكيز المنخفضة.
يمتلك الميرتازابين نوعين من المتماثلات enantiomer (النظائر الضوئية) وهما:
1. المتماثل الميسر للميرتازابين (+) - S
2. المتماثل الميمن للميرتازابين (+) - R

إن المتماثل الميسر للميرتازابين (+) - S مسؤول عن التأثير المضاد ضد مستقبلات السيروتونين 5-HT2A و 5-HT2C، بينما المتماثل الميمن للميرتازابين (+) - R هو المسؤول عن التأثير المضاد ضد مستقبلات السيروتونين HT3. يشترك كلا المتماثلين (النظيرين الضوئيين) الميمن والميسر في التأثير المضاد ضد مستقبلات الهيستامين H1 وضد المستقبلات الإدرينالينية α 2- ، على الرغم من أن المتماثل الميسر للميرتازابين (+) - S هو أقوى في تأثيره المضاد للهستامين.
على الرغم من أن هذا ليس ذو صلة سريرية، فقد وجد أن ميرتازابين يعمل بمثابة ناهض جزئي partial agonist لمستقبلات κ الأفيونية في التراكيز العالية (EC 50 = 7.2 μM).

#### مستقبلات α2- الأدرينالية
إن التأثير المضاد لمستقبلات ألفا 2 الأدرينالية (هذه المستقبلات التي تعمل إلى حد كبير كمستقبلات ذاتية ومستقبلات مغايرة مثبطة) يعزز النقل العصبي الأدرينالي والسيروتونيني، ولا سيما النقل العصبي المتواسط بالمستقبل 5-HT 1A المركزي في نواة الرفاء الظهرية dorsal raphe nucleus والحصين hippocampus؛ ومن ثم، فإن تصنيف ميرتازابين باعتباره NaSSA. إن التعزيز غير المباشر المتواسط بالمستقبلات الأدرينالية α1 لإطلاق الخلايا للسيروتونين والحصر بشكل مباشر للمستقبلات المتغايرة α2 المثبطة المتوضعة على النهايات السيروتونينة هو الأمر المسؤول عن زيادة السيروتونين خارج الخلية. لهذا السبب، قيل أن ميرتازابين هو «ناهض غير مباشر indirect agonist» وظيفي لمستقبل 5-HT 1A . يُعتقد أن التنشيط المتزايد لمستقبل 5-HT 1A المركزي هو الوسيط الرئيسي لفعالية معظم الأدوية المضادة للاكتئاب.

#### مستقبلات 5 -HT2
يبدو أن التأثير المضاد للعائلة الفرعية لمستقبلات 5-HT 2 والتأثير الناهض العكسي لمستقبل 5-HT 2C مسؤول جزئيًا عن فعالية ميرتازابين في علاج حالات الاكتئاب. يزيد ميرتازابين من إفراز الدوبامين في قشرة الفص الجبهي. وفقًا لذلك، تبين أنه عن طريق منع المستقبلات الإدرينالينية α 2- والمستقبلات السيروتونينية 5-HT 2C فإن ميرتازابين يثبط نشاط الدوبامين والنورادرينالين في هذه المناطق لدى الفئران. بالإضافة إلى ذلك، فإن التاثير المضاد للميرتازابين ضد مستقبلات 5-HT 2A له آثار مفيدة على القلق والنوم والشهية، وكذلك الوظيفة الجنسية فيما يتعلق بالمستقبل الأخير. ثبت أن ميرتازابين يقلل من سلوك البحث عن المخدرات في مختلف الدراسات البشرية والحيوانية. كما يتم التحقيق في اضطرابات تعاطي المخدرات لتقليل آثار الانسحاب وتحسين معدلات الهوادة remission.
يحسن ميرتازابين بشكل ملحوظ الأعراض الموجودة مسبقًا للغثيان والقيء والإسهال ومتلازمة القولون العصبي لدى الأفراد المصابين. يمكن استخدام ميرتازابين كبديل غير مكلف لمضاد القئ الأوندانسيترون. بالاقتران مع الاستشارات بشأن تعاطي المخدرات، تبين بالاستقصاء نجاح ميرتازابين في التقليل من تعاطي الميتامفيتامين لدى الأفراد المعتمدين على الميتامفيتامين بنجاح. على عكس ميرتازابين، فإن مثبطات امتصاص السيروتونين الانتقائية (SSRI)، ومثبطات امتصاص السيروتونين والنوربينفرين (SNRI)، ومثبطات مونوامين أوكسيديز (MAOI)، وبعض مضادات الاكتئاب ثلاثية الحلقات (TCA) تزيد من الفعالية العامة لمستقبلات 5-HT2A و 5-HT2C و 5-HT3 مما يؤدي إلى مجموعة من التغيرات السلبية والآثار الجانبية، من أبرزها فقدان الشهية والأرق والضعف الجنسي (فقدان الرغبة الجنسية وانعدام النشوة الجنسية) والغثيان والإسهال، من بين أمور أخرى. نتيجة لذلك، غالبًا ما يتم دمجه مع هذه الأدوية لتقليل ظهور آثارها الجانبية ولإحداث تأثير أقوى مضاد للاكتئاب.
لا يمتلك ميرتازابين فعالية سيروتونينية ولا يسبب آثار جانبية سيروتونينية أو متلازمة السيروتونين. هذا يتوافق مع حقيقة أنه ليس من مثبطات امتصاص السيروتونين أو مثبط أوكسيديز أحادي الأمين (MAOI)، ولا ناهض مستقبلات السيروتونين. لا توجد تقارير عن حدوث متلازمة السيروتونين بالاشتراك مع ميرتازابين وحده، ولم يتم العثور على أن ميرتازابين يسبب متلازمة السيروتونين في الجرعات الزائدة. ومع ذلك، هناك عدد قليل من تقارير الحالة لمتلازمة السيروتونين التي تحدث مع ميرتازابين عند إشراكه مع أدوية السيروتونين مثل الأدوية مثبطات استرداد السيروتونين الانتقائية SSRIs، على الرغم من أن هذه التقارير نادرة جدًا، ولا تشير بالضرورة إلى أن ميرتازابين هو المسبب.

#### مستقبلات 5-HT3
إن ميرتازابين هو مضاد قوي لمستقبلات 5-HT 3 . قد يخفف ميرتازابين من الغثيان المرتبط بالعلاج الكيميائي والمتقدم المرتبط بالسرطان.

#### مستقبلات الهيستامين H1
إن ميرتازابين هو ناهض عكسي inverse agonist قوي جدا لمستقبلات H1 ، ونتيجة لذلك، فإنه يمكن أن يسبب آثار مهدئة ومنومة قوية. إن جرعة واحدة عيار 15 مغ من تم العثور على جرعة ملغ من ميرتازابين تم إعطاؤها لمتطوعين أصحاء قد وجد أنها أدت إلى إشغال أكثر من 80 ٪ من مستقبلات الهيستامين H1 وتسببت في حدوث النعاس الشديد. بعد فترة قصيرة من العلاج المزمن، على أيه حال، يميل المستقبلات الهيستامينية H1 إلى إزالة الحساسية وتصبح التأثيرات المضادة للهيستامين أكثر قابلية لتحملها. قد يقوم العديد من المرضى أيضًا بتناول جرعة في الليل لتجنب الآثار، ويبدو أن هذه إستراتيجية فعالة لمكافحة هذه الآثار الجانبية. قد يؤدي الحصار المفروض على مستقبلات الهيستامين H1 إلى تحسين الحساسية الموجودة مسبقًا والحكة والغثيان والأرق لدى الأفراد المصابين. قد يساهم أيضًا في زيادة الوزن. على عكس مستقبل الهيستامين H1 ، فإن ميرتازابين يمتلك فقط إلفة منخفضة لمستقبلات الأسيتيل كولين المسكارينية، على الرغم من أن الآثار الجانبية لمضادات الكولين مثل جفاف الفم والإمساك وتوسع حدقة العين لا تزال تظهر أحيانًا في الممارسة السريرية.

### الحرائك الدوائية
و يبلغ التوافر الحيوي عن طريق الفم من ميرتازابين حوالي 50٪. وجد أنه يرتبط في الغالب ببروتينات البلازما، حوالي 85٪. يتم استقلابه بشكل أساسي في الكبد عن طريق إزالة الميثيل والهيدروكسيل عبر إنزيمات السيتوكروم P450 ،CYP1A2 ،CYP2D6 ، CYP3A4. أحد مستقلباته الرئيسية هو ديسميثيل ميرتازابين. العمر النصفي للتخلص الكلي هو 20-40 ساعة. يقترن في الكلى لإفرازه في البول، حيث يتم إفراز 75٪ من الدواء، وحوالي 15٪ يتم التخلص منه في البراز.:430

## كيمياء
ميرتازابين هو بيبرازينوازيبين رباعي الحلقات. تم تطوير ميانسيرين بواسطة نفس الفريق من الكيميائيين العضويين ويختلف ميرتازابين عنه عن طريق إضافة ذرة نيتروجين في إحدى الحلقات. :429  إنه خليط راسمي من المتماثلين الضوئيين الميمن والميسر. يُعرف المتماثل الضوئي الميسر S - (+) باسم ايسميرابتازابين esmirtazapine.
تشمل نظائر ميرتازابين كل من ميانسيرين mianserin وسيتيبيتيلين setiptiline وأبتازابين aptazapine.

### التركيب
تم نشر تركيب كيميائي لميرتازابين. تتمثل الخطوة الأولى في التركيب هو تفاعل التكثيف بين الجزيء 2-كلورو 3-سيانو بيريدين (2chloro 3-cyano pyridine) والجزيء 1-ميتيل 3-فينيل بيبرازين (1methyl-3-phenylpiperazine).

## التاريخ
تم تصنيع ميرتازابين لأول مرة في أورغانون Organon وتم نشره في عام 1989، وتمت الموافقة عليه لأول مرة لاستخدامه في الاضطرابات الاكتئابية الرئيسية في هولندا في 1994، وتم تقديمه في الولايات المتحدة في عام 1996 تحت الاسم التجاري Remeron.  :429 

## المجتمع والثقافة

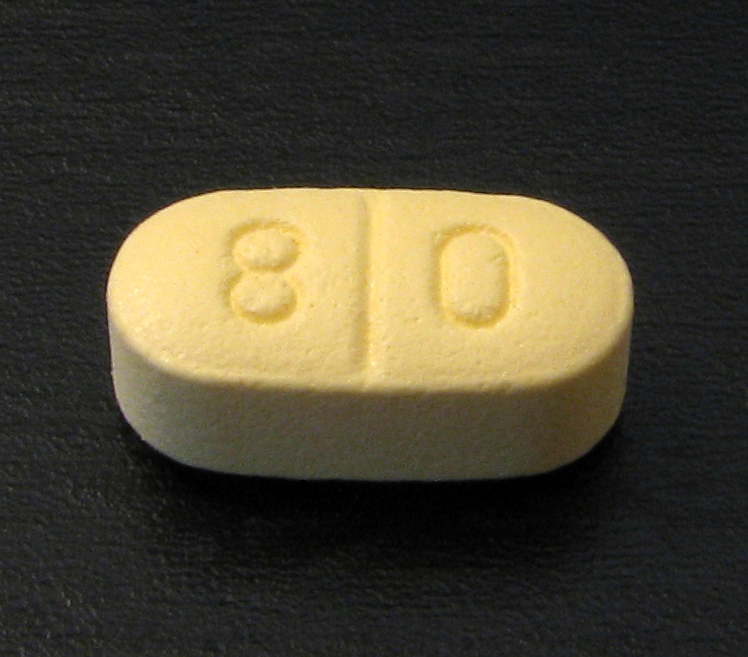
حبة دواء لوحية الشكل عيار 15 ملغ من أدوية ميرتازابين العامة.

### أسماء عامة
إن ميرتازابين Mirtazapine هو الاسم العام باللغة الإنجليزية والفرنسية للدواء وفي INN و USAN و USP و BAN و DCF و JAN.   اسمها العام في الإسبانية هو ميرتازابينا mirtazapina والألمانية هو ميرتازابين Mirtazapin .

### الأسماء التجارية
يتم تسويق ميرتازابين تحت العديد من الأسماء التجارية في جميع أنحاء العالم، بما في ذلك Adco-Mirteron و Afloyan و Amirel و Arintapin Smelt و Avanza و Axit و Azapin و Beron و Bilanz و Calixta و Ciblex و Combar و Comenter و Depreram و Divaril و Esprital و Maz و Menelat و Mepirzapine ، Merdaten ، Meronin ، Mi Er Ning ، Milivin ، Minelza ، Minivane ، Mirastad ، Mirazep ، Miro ، Miron ، Mirrador ، Mirt ، Mirta ، Mirtabene ، Mirtadepi ، Mirtagamma ، Mirtagen ، Mirtalan ، Mirtamor ، Mirtamylanax ، ميرتان، ميرتان، Mirtazapine، Mirtaron، Mirtastad، Mirtax، Mirtaz، Mirtazap، Mirtazapin، Mirtazapina، Mirtazapine، Mirtazapinum، Mirtazelon، Mirtazon، Mirtazonal، Mirtel، Mirtimash، Mirtin، Mirtine، ميرزابين، ميرزاتين، ميرتازابين، ميرتازابين، ميرتازابين، Motofen ، Mytra ، Norset ، Noxibel ، Pharmataz ، Promyrtil ، Rapizapine ، Ramure ، Razapina ، Redepra ، Reflex ، Remergil ، Remergon ، Remeron ، Remirta ، Rexer ، Saxib ، Sinmaron ، Smilon ، Tazepin ، Tazimed ، Tetrazic ، Mifirtaron ، U-zepine ، Valdren ، Vastat ، Velorin ، Yarocen ، Zan ia و Zapex و Zestat و Zismirt و Zispin و Zuleptan و Zulin. 

## ابحاث
تم تحري استخدام ميرتازابين في عدة حالات إضافية:
- توقف التنفس أثناء النوم / ضعف التنفس.[107][108]
- الأعراض الثانوية لحالات طيف التوحد وغيرها من اضطرابات النمو المنتشرة.[109][110]
- التململ المحدث باستخدام الأدوية المضادة للذهان.[111][112]
- سحب المخدرات والاعتماد عليها وإزالة السموم.[113]
- الأعراض السلبية والاكتئابية والمعرفية لمرض انفصام الشخصية (كعامل مساعد).[114][115]
- تم نشر تقرير حالة قام فيه ميرتازابين بتقليل الهلوسة البصرية لدى مريض مصاب بذهان مرض باركنسون (PDP).[116] يتماشى هذا مع النتائج الحديثة التي تفيد بأن الناهضات العكسية في مستوى مستقبلات 5-HT 2A فعالة في إضعاف أعراض ذهان مرض باركنسون. كما تدعمه الممارسة الشائعة لوصف جرعة منخفضة من quetiapine وclozapine لـ PDP بجرعات منخفضة جدًا لتقوم بفعل مضاد لمستقبل الدوبامين D 2، ولكن وجد أن الجرعات العالية بما يكفي تؤثر عكسيًا على مستقبلات 5-HT 2A.[117]
- تم الإبلاغ عن ثمانية تقارير حالة في خمس ورقات حول استخدام ميرتازابين في علاج الشري (و هو مرض حساسية جلدية ) اعتبارًا من عام 2017.[118]

## الاستخدام البيطري
يحتوي ميرتازابين أيضًا على بعض الاستخدامات البيطرية في القطط والكلاب. يوصف ميرتازابين أحيانًا كمنشط للشهية للقطط أو الكلاب التي تعاني من فقدان الشهية بسبب حالات طبية مثل أمراض الكلى المزمنة. وهو مفيد بشكل خاص في علاج ضعف الشهية والغثيان عند القطط والكلاب.
يشار إلى ميرتازابين لزيادة وزن الجسم في القطط التي تعاني من ضعف الشهية وفقدان الوزن الناتج عن الحالات الطبية المزمنة.
يوجد خياران للإعطاء: أقراص تُعطى عن طريق الفم، ومرهم يوضع موضعياً على السطح الداخلي للأذن.
تشمل الآثار الجانبية الأكثر شيوعًا علامات تهيج أو التهاب موضعي في الموقع الذي يتم فيه وضع المرهم والتغيرات السلوكية (زيادة تموء، فرط النشاط، حالة مشوشة أو عدم القدرة على تنسيق حركات العضلات، نقص الطاقة / الضعف، السعي وراء الانتباه، والعدوان).

## روابط خارجية
- "Mirtazapine". Drug Information Portal. U.S. National Library of Medicine. مؤرشف من الأصل في 2020-10-24.